# Sheldon Axler
Sheldon Jay Axler (né le 6 novembre 1949 à Philadelphie) est un mathématicien américain et auteur de manuels. Il est professeur de mathématiques et doyen du Collège des sciences et de l'ingénierie de l'Université d'État de San Francisco.

## Biographie
Il est diplômé du Palmetto High School de Miami, en Floride, en 1967. Il obtient son AB en mathématiques avec la plus haute distinction à l'Université de Princeton (1971) et son doctorat en mathématiques, sous la direction du professeur Donald Sarason, de l'Université de Californie à Berkeley, avec la thèse "Subalgebras of {\displaystyle L^{\infty }} " en 1975. En tant que post-doctorant, il est instructeur CLE Moore au Massachusetts Institute of Technology.
Il enseigne pendant de nombreuses années et devient professeur titulaire à l'Université d'État du Michigan. En 1997, Axler part à l'Université d'État de San Francisco, où il devient directeur du département de mathématiques.
Axler reçoit le Prix Halmos-Ford pour l'écriture explicative en 1996 de la Mathematical Association of America pour un article intitulé "Down with Determinants!" dans lequel il montre comment on peut enseigner ou apprendre l'algèbre linéaire sans utiliser de déterminants. Axler écrit plus tard un manuel, Linear Algebra Done Right (3e éd. 2015), dans le même sens.
En 2012, il devient membre de l'American Mathematical Society. Il est rédacteur en chef adjoint de l'American Mathematical Monthly et rédacteur en chef du Mathematical Intelligencer.

## Publications
- Linear Algebra Done Right, troisième édition, Undergraduate Texts in Mathematics, Springer, 2015 (douzième impression, 2009).
- (avec John E. McCarthy et Donald Sarason) éditeurs. Espaces holomorphes, Cambridge University Press 1998.
- (avec Paul Bourdon et Wade Ramey) Harmonic Function Theory, deuxième édition, Graduate Texts in Mathematics, Springer, 2001.
- Logiciel Harmonic Function Theory, un package Mathematica pour la manipulation symbolique des fonctions harmoniques, version 7.00, sortie le 1er janvier 2009 (versions précédentes sorties en 1992, 1993, 1994, 1996, 1999, 2000, 2001, 2002, 2003 et 2008).
- Precalculus: A Prelude to Calculus, Wiley, 2009 (troisième impression, 2010).
- (avec Peter Rosenthal et Donald Sarason) éditeurs. Un aperçu de Hilbert Space Operators, Birkhäuser, 2010.
- Algèbre universitaire, John Wiley & Sons 2011.
- Algèbre et trigonométrie, John Wiley & Sons, janvier 2011.
- Measure, Integration & Real Analysis (accès libre, mise à jour 2020), Springer, novembre 2019.